# (11987) Yonematsu
(11987) Yonematsu est un astéroïde de la ceinture principale.

## Description
(11987) Yonematsu est un astéroïde de la ceinture principale. Il fut découvert le 15 novembre 1995 à Kitami par Kin Endate et Kazuro Watanabe. Il présente une orbite caractérisée par un demi-grand axe de 2,70 UA, une excentricité de 0,09 et une inclinaison de 13,8° par rapport à l'écliptique.

## Compléments